# Немања Настић
Немања Настић (Крагујевац, 3. маја 1987) српски је фудбалски голман.

## Трофеји и награде
Слога Краљево
- Српска лига Запад: 2010/11.[3]